# César Sebastián Díaz
César Sebastián Díaz   (València, 5 de novembre de 1988) és un autor de còmic, il·lustrador i dessenyador gràfic.
Va néixer a Sinarques però va créixer a Landete, a la província de Conca. Als 13 anys es va mudar a València per incorporar-se a la Facultat de Sant Carles de la Universitat Politècnica de València, on va començar els estudis de belles arts.
Ha treballat d'il·lustrador en molts projectes, destacant pels seus treballs en portades de llibres, discs, cartells o llibres de text. A partir del 2012 va esdevenir el dissenyador de les cobertes de la línia gràfica de l'editorial El Nadir.
Es va donar a conèixer el 2023 amb la publicació de Ronson, el seu primer còmic, una obra que va sorprendre a crítica i públic, i que va obtenir múltiples premis.

## Premis i reconeixements
- 2023 - Premi al millor àlbum del Saló del Còmic de Tenerife, per Ronson.[2]
- 2023 - Premi El Ojo Crítico de Radion Nacional d'Espanya, per Ronson.[3]
- 2024 - premi de l'Associació de Crítics i Divulgadors del Còmic (ACDCómic) a la millor obra d'autor emergent, per Ronson.[4]
- 2023 – Millor obra nacional dels premis Dolmen (atorgats per l'editorial Dolmen), per Ronson.[5]
- 2024 – Nominació a la Millor obra d'Autoria Espanyola del 42 Comic Barcelona, per Ronson.[6]
- 2024 – Nominació al Premi Miguel Gallardo a l’Autor Revelació del 42 Comic Barcelona, per Ronson.[6]

## Obra
- 2023 -  Ronson.  Autsaider, 2023. ISBN 978-8412569957.